# Hyeong
Taekwondo có nhiều hyeong (hangul: 형, hanja: 形, Hán-Việt: hình) hay bài quyền bao gồm những động tác chiến đấu cơ bản. Mỗi môn phái taekwondo lại có một số lượng hyeong riêng.

## Danh sách 24 hyeong của Liên đoàn Taekwondo Quốc tế
Liên đoàn Taekwondo Quốc tế quy định có 24 bài hyeong chuẩn. Đó là:
1. Cheon-Ji (hoặc Chon-Ji, đều có âm Hán-Việt là Thiên-Địa) bao gồm 19 động tác. Đây là bài đầu tiên mà các võ sĩ nhập môn phải học. Bài này gồm các miếng đấm và đỡ, mà không bao gồm thế đá nào. Các miếng tầm thấp tượng trưng cho đất (địa) và các miếng tầm trung tượng trưng cho trời (thiên).
2. Dan-Gun (Đàn Quân) bao gồm 21 động tác. Bài này mang tên nhân vật thần thoại Dangun, người lập ra nước Triều Tiên. Bài bao gồm các thế võ tầm cao ngang mắt, tượng trưng cho việc Dangun đang đo sông núi.
3. Do-San (Đảo Sơn) bao gồm 24 động tác. Bài này đặt theo hiệu của Ahn Chang-ho (1876-1938). 24 động tác tượng trưng cho cả cuộc đời của Ahn và những người sáng tạo ra bài này muốn thông qua nó củng cố ý thức độc lập của người Triều Tiên.
4. Won-Hyo (Nguyên Hiểu) bao gồm 28 động tác. Bài này đặt theo tên của sư Wonhyo, người đã truyền bá Phật giáo vào Silla.
5. Yul-Gok (Lật Cốc) bao gồm 38 động tác. Bài này đặt theo hiệu của Yi I (1536-1584), người được ví là Khổng tử của Triều Tiên.
6. Jung-Geun (hoặc Joong-Gun, đều có âm Hán-Việt là Trọng Căn) bao gồm 32 động tác. Bài này đặt theo tên của An Jung-geun, nhà cách mạng Triều Tiên, người đã ám sát Itō Hirobumi. 32 động tác tượng trưng cho 32 tuổi đời của Ahn.
7. Toi-Gye. Toi-gye vốn là bút hiệu của Yi Hwang, một nhà Nho nổi tiếng của Triều Tiên. Bài này gồm 37 động tác, tượng trưng cho nơi sinh của Yi Hwang ở vĩ tuyến 37.
8. Hwa-Rang. Bài quyền này đặt theo tên của một nhóm sĩ phu Silla đầu thế kỷ 7 có công thống nhất đất nước. Bài quyền có 29 động tác, ứng với tên Sư đoàn bộ binh 29 nơi mà Taekwondo được phát triển.
9. Chung-Mu gồm 30 động tác. Bài này đặt theo thụy hiệu của đô đốc thủy quân người Triều Tiên Yi Sun-sin.
10. Gwang-Gae hoặc Kwang-Gae. Bài này đặt theo tên của vị vua Kwang-Gae-Toh-Wang (Quảng Khai Thổ Vương). Bài gồm 39 động tác tương ứng với hai con số đầu của năm 391 - năm vị vua này đăng cơ.
11. Po Eun. Bài này đặt tên theo thụy hiệu của Jeong Mongju - một nhà Nho nổi tiếng vì trung quân. Bài có 36 động tác.